# Sauvälja
Sauvälja is een plaats in de Estische provincie Lääne-Virumaa, behorend tot de gemeente Tapa. De plaats heeft 21 inwoners (2021) en heeft de status van dorp (Estisch: küla).
Sauvälja behoorde tot oktober 2017 tot de gemeente Tamsalu, die in die maand opging in de gemeente Tapa.
Tussen Sauvälja en het Porkunimeer werd op 21 september 1944 de slag bij Porkuni uitgevochten tussen (voornamelijk) Esten die aan Duitse zijde vochten en Esten in het Rode Leger. Het Rode Leger won de slag.